# Bibliothek der Russischen Akademie der Wissenschaften

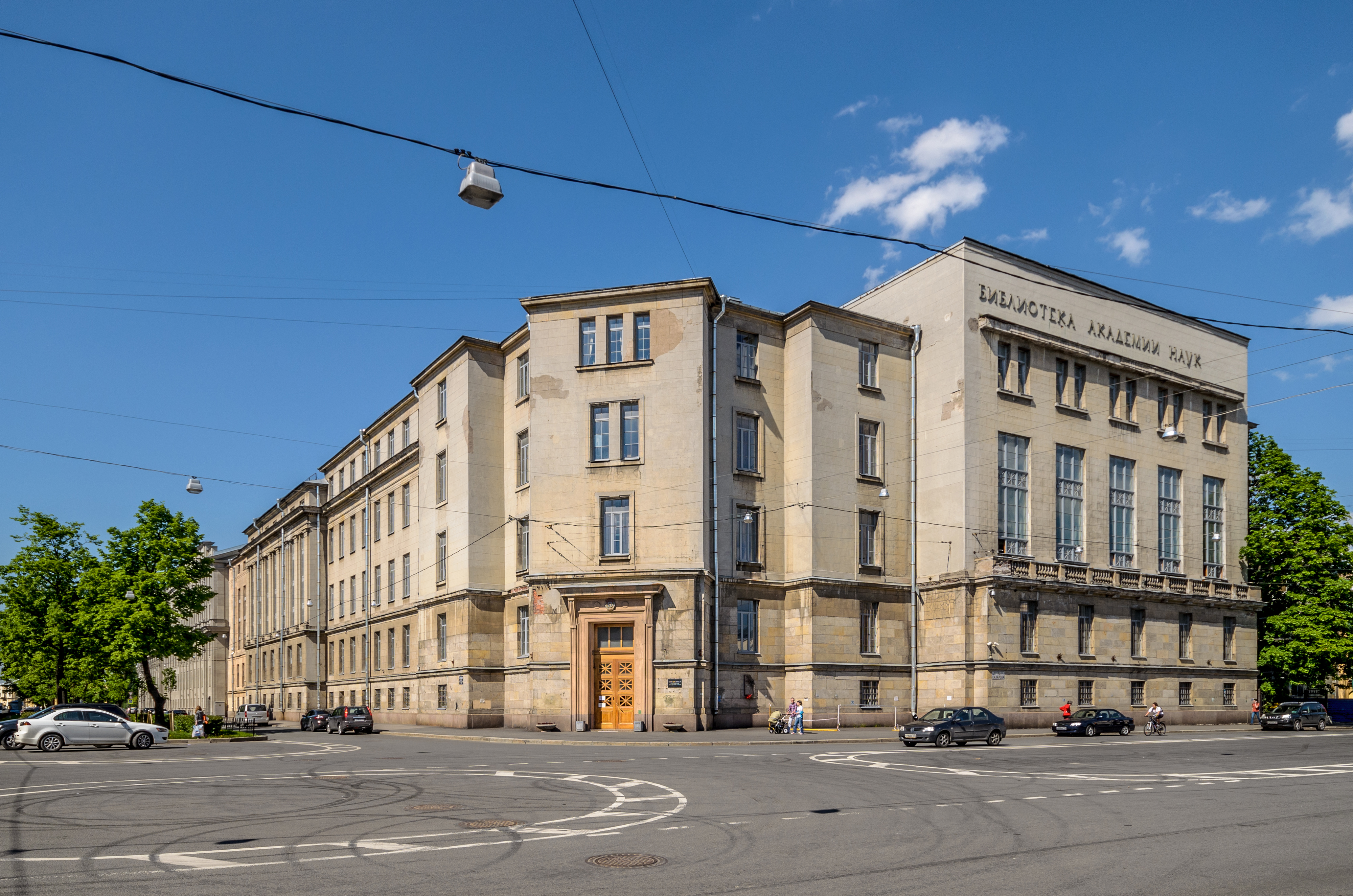
Bibliothek der Russischen Akademie der Wissenschaften (2015)

Die Bibliothek der Russischen Akademie der Wissenschaften (BAN; russisch Библиотека Российской академии наук) ist eine auf der Wassiljewski-Insel in Sankt Petersburg gelegene öffentliche Bibliothek. Zu Sowjetzeiten hieß sie Die mit dem Orden des Roten Banners der Arbeit ausgezeichnete Bibliothek der Sowjetischen Akademie der Wissenschaften.
Sie gehört mit einem Bestand von über 20,5 Millionen Medien zu den weltweit größten Bibliotheken. Sie ist allerdings nur zugänglich für wissenschaftliche Mitarbeiter der Russischen Akademie der Wissenschaften und deren Unterorganisationen sowie für ausgewählte Einzelpersonen.

## Geschichte
Die Bibliothek wurde 1714 als Buch- und Handschriftensammlung im Auftrag Peters des Großen eröffnet. In der Folge wurden alle wissenschaftlichen Einrichtungen gesetzlich verpflichtet der Bibliothek Abschriften ihrer Bestände bereitzustellen.
Von 1728 bis 1924 war die Gesamtsammlung in der Kunstkammer von Sankt Petersburg untergebracht. Während des Ersten Weltkrieges nutzte das Kriegsministerium das Gebäude als Lazarett; gleichzeitig wurde ein neues Gebäude errichtet. Im Zuge der Oktoberrevolution wurden weitere private und öffentliche Sammlungen in die Bibliothek integriert.
In der Nacht vom 14. auf den 15. Februar 1988 zerstörte ein Feuer und das Löschwasser einen signifikanten Teil der Bestände, darunter mehrere hunderttausend Bücher und Zeitschriften, etwa ein Drittel der Zeitungssammlung, und 3,5 Millionen Gegenstände. Spenden der UNESCO, der International Federation of Library Associations and Institutions sowie der deutschen Regierung trugen zum Wiederaufbau der Sammlung bei. Zirka 500 sowjetische  Bibliotheken spendeten Bücher und ausgewählte seltene Ausgaben. Aufnahmen des Brandes und der Aufräumarbeiten sind Gegenstand des 1988 entstandenen Dokumentarfilms Дым отечества (deutsch: Rauch des Vaterlandes) von Wiktor Semenjuk und werden darin vom russischen Philologen Dmitri Lichatschow kommentiert.